# Lituus-Spirale

Zweig für positive r

In der Mathematik ist eine Lituus-Spirale eine Spirale, in der (ausgedrückt in Polarkoordinaten) der Winkel {\displaystyle \theta } umgekehrt proportional ist zum Quadrat des Radius {\displaystyle r}.
Diese Spirale, deren beide Zweige vom Vorzeichen von {\displaystyle r} abhängen, ist asymptotisch zur {\displaystyle x}-Achse. Ihre Wendepunkte liegen bei {\displaystyle \left(\theta ,r\right)=\left({\tfrac {1}{2}},\pm {\sqrt {2\cdot k}}\right)}.
Die Kurve wurde nach dem römischen Lituus benannt, erstmals von Roger Cotes in einer Sammlung von Veröffentlichungen mit dem Titel Harmonia Mensurarum (1722), die sechs Jahre nach seinem Tod veröffentlicht wurden.
Spiegelt man eine Lituus-Spirale am Einheitskreis, erhält man eine Fermatsche Spirale.

## Koordinaten Repräsentationen

### Polarkoordinaten
Die Repräsentationen der Lituus-Spirale in Polarkoordinaten {\displaystyle \left(r,\,\theta \right)} ist für {\displaystyle \theta \geq 0} gegeben durch die Gleichung
{\displaystyle r={\frac {a}{\sqrt {\theta }}}}.

### Kartesische Koordinaten
Die Lituus-Spirale mit den Polarkoordinaten {\displaystyle r={\tfrac {a}{\sqrt {\theta }}}} kann wie jede andere Spirale mit der Beziehung {\displaystyle x=r\cdot \cos \left(\theta \right)} und {\displaystyle y=r\cdot \sin \left(\theta \right)} in kartesische Koordinaten konvertiert werden. Mit dieser Konvertierung erhalten wir die parametrischen Darstellungen der Kurve
{\displaystyle {\begin{aligned}x&={\frac {a}{\sqrt {\theta }}}\cdot \cos \left(\theta \right),\,\\y&={\frac {a}{\sqrt {\theta }}}\cdot \sin \left(\theta \right).\,\\\end{aligned}}}
Diese Gleichungen können wiederum so umstellen, dass eine Gleichung alleinig aus Termen mit {\displaystyle x} und {\displaystyle y} bestehend entsteht, welche die Lituus-Spirale beschreibt:
{\displaystyle {\frac {y}{x}}=\tan \left({\frac {a}{x^{2}+y^{2}}}\right)}

#### Herleitung der Gleichung in Kartesische Koordinaten
1. Dividiere {\displaystyle y} durch {\displaystyle x}: {\displaystyle {\frac {y}{x}}={\tfrac {{\frac {a}{\sqrt {\theta }}}\cdot \cos \left(\theta \right)}{{\frac {a}{\sqrt {\theta }}}\cdot \sin \left(\theta \right)}}\Rightarrow {\frac {y}{x}}=\tan \left(\theta \right)}
2. Löse die Gleichung der Lituus-Spirale in Polarkoordinaten: {\displaystyle r={\frac {a}{\sqrt {\theta }}}\Leftrightarrow \theta ={\frac {a^{2}}{r^{2}}}}
3. Substituiere {\displaystyle \theta ={\frac {a^{2}}{r^{2}}}}: {\displaystyle {\frac {y}{x}}=\tan \left({\frac {a^{2}}{r^{2}}}\right)}
4. Substituiere {\displaystyle r={\sqrt {x^{2}+y^{2}}}}: {\displaystyle {\frac {y}{x}}=\tan \left({\frac {a^{2}}{\left({\sqrt {x^{2}+y^{2}}}\right)^{2}}}\right)\Rightarrow {\frac {y}{x}}=\tan \left({\frac {a^{2}}{x^{2}+y^{2}}}\right)}

## Geometrische Eigenschaften

### Krümmung
Die Krümmung der Lituus-Spirale kann mit der Formel
{\displaystyle \kappa =\left(8\cdot \theta ^{2}-2\right)\cdot \left({\frac {\theta }{1+4\cdot \theta ^{2}}}\right)^{\frac {2}{3}}}
bestimmt werden.

### Bogenlänge
Die Bogenlänge der Lituus-Spirale kann im Allgemeinen nicht durch einen geschlossenen Ausdruck angegeben werden, sie sich aber mit der gaußschen hypergeometrischen Funktion {\displaystyle \operatorname {_{2}F_{1}} \left(a,\,b;\,c;\,z\right)} als Formel darstellen:
{\displaystyle L=2\cdot {\sqrt {\theta }}\cdot \operatorname {_{2}F_{1}} \left(-{\frac {1}{2}},\,-{\frac {1}{4}};\,{\frac {3}{4}};\,-{\frac {1}{4\cdot \theta ^{2}}}\right)-2\cdot {\sqrt {\theta _{0}}}\cdot \operatorname {_{2}F_{1}} \left(-{\frac {1}{2}},\,-{\frac {1}{4}};\,{\frac {3}{4}};\,-{\frac {1}{4\cdot \theta _{0}^{2}}}\right)}
Dabei wird von {\displaystyle \theta =\theta _{0}} aus gemessen.

### Tangentialwinkel
Der Tangentialwinkel der Lituus-Spirale kann mit der Formel
{\displaystyle \phi =\theta -\arctan \left(2\cdot \theta \right)}
bestimmt werden.